# Anomaloppia manifera
Anomaloppia manifera är en kvalsterart som först beskrevs av Hammer 1955.  Anomaloppia manifera ingår i släktet Anomaloppia och familjen Oppiidae. Inga underarter finns listade i Catalogue of Life.